# Allograpta robinsoni
Allograpta robinsoni är en tvåvingeart som först beskrevs av Charles Howard Curran 1928.  Allograpta robinsoni ingår i släktet Allograpta och familjen blomflugor. Inga underarter finns listade i Catalogue of Life.